# Katastrofa lotu Aerofłot 3352
Katastrofa lotu Aerofłot 3352 – katastrofa lotnicza, która wydarzyła się 11 października 1984 roku. Samolot Tupolew Tu-154B1, wykonujący lot krajowy z Krasnodaru do Nowosybirska, podczas międzylądowania w Omsku uderzył w stojące na pasie startowym pojazdy konserwujące pas startowy. W katastrofie zginęło 169 pasażerów i 5 członków załogi oraz 4 osoby obsługujące pojazdy lotniskowe. Przeżyło 4 pilotów oraz jeden pasażer. Podczas ustalania przyczyn wypadku, ustalono, że główną przyczyną wypadku było zaśnięcie kontrolera na lotnisku.

## Samolot
Samolot Tupolew Tu-154B1 o numerach rejestracyjnych CCCP-85243 należał do Aerofłotu. Wyposażony był w 3 silniki Kuzniecow NK-8-2U. Swój pierwszy lot odbył w 1977 r.

## Przebieg wydarzeń
O godzinie 5:00 czasu lokalnego Tupolew Tu-154 przygotowywał się do lądowania na lotnisku w Omsku, znaczącym mieście południowo-zachodniej Syberii. Był to jedyny samolot podchodzący do lądowania o tej porze, dostał więc pozwolenie na podejście do lądowania, gdy pilot skontaktował się z lotniskiem.
O godzinie 5:20 czasu lokalnego, gdy ciągle padał deszcz, stwierdzono, że podczas lotów dziennych pas startowy będzie śliski. Obsługa ziemna poprosiła więc o możliwość wysuszenia pasa i otrzymała tę zgodę od kontrolera ruchu powietrznego, który zasnął zaraz po jej wydaniu, nie włączając sygnalizacji „pas zajęty”. Zgodę powinien wydać szef lotów, ale był nieobecny. Kontroler nie poinformował załogi lotu 3352 o zajętym pasie przez pojazdy lotniskowe. Na pas startowy wyjechał UAZ 469 4×4 z przyczepą oraz ciężarówki Ural i KrAZ. Wyposażone były w dmuchawy ciepłego powietrza i wyładowane paliwem zasilającym te agregaty. Pojazdy te, kiedy znajdują się na pasie startowym powinny mieć włączone migające światła na górnej części pojazdu, w praktyce jednak włączano je dopiero wtedy, kiedy robotnicy zaczynali pracę.
O godzinie 5:36 piloci poprosili kontrolera zbliżania o zezwolenie na lądowanie. Załoga wznowiła prośbę o dokładne sprawdzenie pasa, widząc kształty na pasie startowym. Kontroler zbliżania skontaktował się z kontrolerem ruchu i po niejasnej odpowiedzi, sam nie widząc pasa, a nie mając sygnału o jego zajęciu, zezwolił na lądowanie. Naruszył w ten sposób reguły nakazujące mu zatrzymanie samolotu w powietrzu, aż do uzyskania pewności co do stanu drogi lądowania (z zapasowego stanowiska kontroli lotów można było sprawdzić pas, ale było ono nieobsadzone z braku kadry). Upewniona w ten sposób załoga uznała, że pas jest wolny. Piloci, nie mając pewności czy droga startowa jest wolna, powinni byli przelecieć nad pasem i sprawdzić. Załoga lotu 3352 tego manewru niestety nie wykonała. Obsługa pojazdów na pasie, widząc światła zbliżającego się samolotu, trzykrotnie próbowała skontaktować się z kontrolerem ruchu, ale bez skutku; uznała więc, że są to ćwiczenia.
O godzinie 5:38 samolot wylądował na pasie z prędkością 240 km/h. Zauważywszy pojazdy na pasie, pilot usiłował skręcić, jednak było za późno. Samolot uderzył najpierw o ciężarówkę Ural, a 200 m dalej o ciężarówkę KrAZ. Tupolew rozłamał się na kilka części, a w wyniku uderzenia wybuchły zbiorniki paliwa w ciężarówkach (po 7 ton w każdej) i zbiornikach samolotu. Płonące paliwo zalało kabinę pasażerską - przeżyła tylko jedna osoba. Kokpit oderwał się, przeleciał poza ciężarówki, a członkowie załogi wyszli z katastrofy tylko z drobnymi obrażeniami. Po wydostaniu się z kabiny pobiegli na pomoc pasażerom. Zginęły również 4 osoby na ziemi, obsługujące pojazdy.

## Dochodzenie
Przy dochodzeniu stwierdzono, że katastrofa została spowodowana przez łańcuch zaniedbań kontrolerów ruchu oraz przepisów utrzymania lotniska. Główną winę za katastrofę ponosi kontroler, który po zaśnięciu nie odpowiadał na pytania. Kontroler został skazany na 15 lat więzienia. Podczas odsiadywania wyroku w więzieniu popełnił samobójstwo.
Podczas dochodzenia doszukano się zaniedbania podstawowych zasad bezpieczeństwa na lotnisku w Omsku. Szef lotów został skazany na 15 lat więzienia, kontroler zbliżania na 13 lat, a szef utrzymania lotniska na 12 lat.
Nie doszukano się błędu w eksploatacji statku powietrznego oraz błędu załogi samolotu. Samolot był dobrze wyważony, jego masa podczas lotu również była w normie. Z powodu słabej widoczności załoga nie mogła rozpoznać przeszkód na pasie startowym. Wątpliwości załogi rozwiał kontroler, który przekazał informację o wolnym pasie startowym.

## Statystyki
Podczas lotu na pokładzie znajdowało się 170 pasażerów i 9 członków załogi, w tym 8 nastolatków i 16 dzieci, 2700 kg bagażu, 306 kg poczty i 1600 kg ładunku. Kapitan lotu 3352 miał wylatane 16356 godzin, w tym 4303 godzin lotów nocnych. Warunki podejścia w Omsku były bardzo złe – lekki deszcz, widoczność poniżej 3 km, pułap chmur ok. 100 m. Była to najtragiczniejsza katastrofa lotnicza w historii ZSRR do dnia 10 lipca 1985 r., kiedy to Tupolew Tu-154 rozbił się na terenie Uzbekistanu (katastrofa lotu Aerofłot 7425).